# Robert Hlavaty
Robert Hlavaty, zdravnik, zobozdravnik, slikar, * 4. december 1897, Trst, † 16. januar 1982, Ljubljana.

## Življenje in delo
Robert Hlavaty se je rodil v Trstu, oče Franc Hlavaty je prišel iz Prage v Trst z ženo Marijo Bareš (iz Budjejovic na Češkem), kjer je delal v tovarni čevljev, a je bil strokovni učitelj. V Hlavatyevi družini so doma govorili češko, v šoli nemško in slovensko, na ulici pa italijansko. Robert je rasel v slovenskem okolju. Osnovno šolo v nemščini je obiskoval v Trstu, gimnazijo je obiskoval v frančiškanskem zavodu na Krku (1910–1919), maturiral je kot privatist v Idriji leta 1921. Po maturi je nekaj časa služboval pri zavarovalnini RAS-u (Riunione Adriatica di Sicurtà) v Trstu kot prevajalec, z zasluženim denarjem se je nameraval vpisati na akademijo umetnosti v Münchenu, a se je po prigovarjanju staršev odločil za medicino. Prva dva letnika je opravil v Ljubljani (1921–23), naslednja dva v Zagrebu (1923–25), zadnja dva pa v Padovi, kjer je dobil diplomo za vsesplošnega zdravnika 15. julija 1927. Med leti 1927–29 je na Dunaju opravil specializacijo iz stomatologije in postal zobozdravnik. V Ljubljani je bil v času študija njegov sostanovalec v sobi pesnik Srečko Kosovel, ki je svoje verze sestavljal ponoči, Robert Hlavaty pa je študiral podnevi. V letih 1921 do 1923 se je v Ljubljani preživljal z ilustracijami za različne časopise, še posebej za Jutro, tu je bil član tržaškega slovenskega akademskega društva “Balkan” in soustanovitelj kluba “Naprednih slovenskih šudentov”. Po specializaciji je nekaj časa služboval kot asistent v tržaški bolnišnici, nato pa je prevzel zobozdravniški ordinaciji v Trstu in Postojni dr. Dorčeta Sardoča (saj so ga fašistične oblasti konfinirale na Lipari). Da se mu ne bi zgodila ista usoda, se je Hlavaty zatekel v Jugoslavijo in se je zaposlil na stomatološkem oddelku bolniške blagajne v Ljubljani, hkrati pa je opravljal tudi privatno zobozdravniško prakso. Med drugo svetovno vojno je zbiral sanitetni material in ga pošiljal partizanom. Takoj po vojni se je vrnil v Trst in leta 1945 so ga imenovali za zastopnika jugoslovanske uprave za zdravstvo takratne cone A in B. Leta 1947 pa je bil imenovan za poverjenika za zdravstvo v takratni coni B in se je preselil v Koper, kjer je bil med glavnimi organizatorji zdravstva. Leta 1950 pa se je vrnil v Trst in se za stalno naselil na Opčinah v takratni coni A ter se posvetil privatni zobozdravniški praksi, kjer je delal do leta 1976 .
Robert Hlavaty je umetnik samouk, a očitno z zelo velikim talentom, najprej je risal in delal karikature . Akvarel je začel gojiti šele od leta1931 dalje. V Ljubljani se je seznanil z raznimi slikarji, ki so bili povečini njegovi pacienti, predvsem »neodvisne« smeri in s tistimi iz tako imenovane »razvojne sredine«: Miha Maleš, Ivan Čargo, Fran Pavlovec, Rajko Slapernik, Ivan Vavpotič, Albert Sirk in kasneje Zoran Mušič . Med temi ga je Pavlovec napotil k odkrivanju pokrajine in mu nakazal barvna sredstva. V ljubljanskem času je Hlavaty izredno izčistil akvarelno tehniko in v poimpresionističnem okusu podajal ljubljansko okolico in dalmatinsko marino, kamor je rad hodil na počitnice, na Kornate. Ko se je vrnil v Trst se je Hlavaty zlahka vključil v tamkajšnje slovensko likovno okolje in izpopolnjeval svoj akvarelni stil, kasneje se je še posebno oglašala želja po poenostavljanju in iskanju sinteze. Hlavaty je zelo priljubljen akvarelist. Njegova dela so po kulturnih ustanovah in društvih, še posebno pa po zasebnih domovih. Mnogo je razstavljal .
Ob slikarjevi osemdesetletnici so v Trstu izdali monografiju o Hlavatyju .